# Chakhundorj
Chakhundorj ou Chakhundorj Khan (mongol : Чахундорж хан), né en 1634, et décédé en 1698, est un khan khalkha. Il est le frère de Zanabazar et le fils de Gombodorj.

## Biographie
En 1662, l'Altyn-khan, Lobdzang attaque son voisin, Dzasagtou-khan, le fait prisonnier et le met à mort. En apprenant cela, le Touchétou-khan forme une ligue des autres princes mongols. Celle-ci oblige l'Altyn-khan à fuir.
En 1680, Le Touchetou khan des Khalkhas, appuyé par les Mandchous saccage à deux reprises la ville russe de Selenguinsk (en Bouriatie).